# Belleair Bluffs
Belleair Bluffs ist eine Stadt im Pinellas County im US-Bundesstaat Florida. Das U.S. Census Bureau hat bei der Volkszählung 2020 eine Einwohnerzahl von 2.311 ermittelt.

## Geographie
Belleair Bluffs grenzt im Norden an Belleair, im Osten an Largo und im Westen an den Gulf Intracoastal Waterway. Die Stadt liegt rund 5 km südlich von Clearwater sowie etwa 30 km westlich von Tampa.

## Demographische Daten
Laut der Volkszählung 2010 verteilten sich die damaligen 2031 Einwohner auf 1233 Haushalte. Die Bevölkerungsdichte lag bei 1692,5 Einw./km². 96,3 % der Bevölkerung bezeichneten sich als Weiße, 0,8 % als Afroamerikaner, 0,2 % als Indianer und 1,3 % als Asian Americans. 0,6 % gaben die Angehörigkeit zu einer anderen Ethnie und 0,8 % zu mehreren Ethnien an. 4,9 % der Bevölkerung bestand aus Hispanics oder Latinos.
Im Jahr 2010 lebten in 12,9 % aller Haushalte Kinder unter 18 Jahren sowie 43,2 % aller Haushalte Personen mit mindestens 65 Jahren. 46,3 % der Haushalte waren Familienhaushalte (bestehend aus verheirateten Paaren mit oder ohne Nachkommen bzw. einem Elternteil mit Nachkomme). Die durchschnittliche Größe eines Haushalts lag bei 1,79 Personen und die durchschnittliche Familiengröße bei 2,50 Personen.
12,4 % der Bevölkerung waren jünger als 20 Jahre, 17,8 % waren 20 bis 39 Jahre alt, 29,7 % waren 40 bis 59 Jahre alt und 40,1 % waren mindestens 60 Jahre alt. Das mittlere Alter betrug 55 Jahre. 45,9 % der Bevölkerung waren männlich und 54,1 % weiblich.
Das durchschnittliche Jahreseinkommen lag bei 36.941 $, dabei lebten 19,2 % der Bevölkerung unter der Armutsgrenze.
Im Jahr 2000 war Englisch die Muttersprache von 96,74 % der Bevölkerung, deutsch sprachen 1,15 % und 2,11 % hatten eine andere Muttersprache.

## Verkehr
Der nächste Flughafen ist der St. Petersburg-Clearwater International Airport (rund 10 km östlich).

## Kriminalität
Die Kriminalitätsrate lag im Jahr 2010 mit 130 Punkten (US-Durchschnitt: 266 Punkte) im niedrigen Bereich. Es gab zwei Raubüberfälle, eine Körperverletzung, zehn Einbrüche, 32 Diebstähle und einen Autodiebstahl.